# Alec Dixon
Alec Dixon (geboren am 22. März 1999 in Le Crozet) ist ein britischer Telemarker.
Dixon ist der jüngere Bruder des Telemarkers Colin. Gemeinsam mit diesem wuchs er in der französischen Gemeinde Le Crozet auf. Im Jahr 2008 begann er mit dem Telemarken. 2013 wurde er französischer U14-Meister im Sprint und 2015 französischer U16-Meister in Sprint und Classic. Am 27. November 2015 gab er in Hintertux sein Debüt im Telemark-Weltcup mit Platz 35 im Sprint. Bei der Telemark-Juniorenweltmeisterschaft 2016 in Les Contamines-Montjoie war ein 17. Rang im Parallelsprint sein bestes Ergebnis. Am 16. März 2016 konnte er in Mürren als 30. des Classicwettkampfes seine erste Platzierung in den Punkterängen bei einem Weltcup erzielen. 2017 und Telemark-Juniorenweltmeisterschaft 2018 nahm er erneut an der Telemark-Juniorenweltmeisterschaft teil.
| Saison  | Gesamt | Gesamt | Classic | Classic | Classic Sprint | Classic Sprint | Parallelsprint | Parallelsprint | Riesenslalom | Riesenslalom |
| Saison  | Platz  | Punkte | Platz   | Punkte  | Platz          | Punkte         | Platz          | Punkte         | Platz        | Punkte       |
| ------- | ------ | ------ | ------- | ------- | -------------- | -------------- | -------------- | -------------- | ------------ | ------------ |
| 2015/16 | 68.    | 01     | 46.     | 01      | –              | –              | –              | –              | –            | –            |
| 2016/17 | 59.    | 15     | –       | –       | 54.            | 05             | 45.            | 10             | –            | –            |
| 2017/18 | 63.    | 19     | –       | –       | 47.            | 14             | 52.            | 05             | –            | –            |